# 小行星643
小行星643（643 Scheherezade）是一颗围绕太阳公转的小行星。1907年9月8日，奧古斯特·科普夫在海德堡描述了此天体。
該小行星以传说中给萨珊王朝国王讲述《一千零一夜》故事的新娘雪赫拉莎德命名。
这颗小行星的绝对星等为9.7等。

## 相关條目
- 小行星列表/10001-11000

## 外部連結
- Asteroid Lightcurve Database (LCDB)（页面存档备份，存于）, query form (info（页面存档备份，存于）)
- Dictionary of Minor Planet Names, Google books
- Discovery Circumstances: Numbered Minor Planets (10001)-(15000)（页面存档备份，存于） – Minor Planet Center
- 小行星643 at AstDyS-2, Asteroids—Dynamic Site
  - Ephemeris · Observation prediction · Orbital info · Proper elements · Observational info
- NASA JPL小天體瀏覽器上的小行星643

| 前一小行星： 小行星642 | 小行星列表 | 後一小行星： 小行星644 |